# Dionisio Moltisanti
Dionisio Moltisanti, detto Nisi, (Rosolini, 6 aprile 1906 – Ispica, 7 aprile 1964) è stato un politico italiano, tra i fondatori del Movimento Sociale Italiano, due volte sindaco di Ispica ed ultimo preside della Provincia di Ragusa.

## Biografia
Conseguì la laurea in giurisprudenza presso l'Università degli Studi di Catania. Appartenente ad una famiglia di agricoltori ed egli stesso studioso di problemi agricoli, si specializzò in diritto agrario.
Direttore dell'agenzia di Ispica della Banca Agricola Popolare di Ragusa sin dalla sua istituzione fino al maggio del 1958, data in cui si dimise in seguito alla elezione a Senatore della Repubblica.

## Attività politica
Entrò giovanissimo nella vita politica, fu tra i dirigenti più in vista del PNF nel ragusano ed ebbe diversi incarichi politici, amministrativi e di partito.
Due volte commissario prefettizio al Comune di Ispica, fu successivamente podestà dello stesso dal 12 luglio 1933 al 9 dicembre 1940.
Il 4 agosto 1934 propose il cambiamento della denominazione della città da Spaccaforno a Ispica, ottenendo il regio assenso con decreto del 6 maggio 1935.
Fu commissario prefettizio prima e governativo poi del consorzio di bonifica delle paludi di Ispica, da lui creato. Dal novembre 1940 al dicembre 1943 fu l'ultimo preside della Provincia di Ragusa.
Nel dopoguerra fu Sindaco di Ispica dal 12 giugno 1956 all'8 giugno 1958 per il MSI. Fu rieletto consigliere comunale di Ispica nelle amministrative del novembre 1960.

### Elezione al Senato
Il 25 maggio 1958 fu eletto senatore nel collegio di Noto con 13.590 voti, risultando primo degli eletti del MSI in Sicilia e terzo in tutta Italia. Nella III Legislatura fece parte della decima Commissione legislativa del Senato.
Tra i provvedimenti a cui contribuì:  il rimborso delle imposte, sovrimposte e addizionali sui redditi domenicali ed agrari pagati nell'annata agraria 1958-59 dagli agricoltori le cui aziende furono danneggiate da infestazioni di peronospora, l'istituzione di sezioni staccate di varie scuole, l'allargamento del comprensorio dell'area industriale di Siracusa con l'inclusione di buona parte del territorio di Noto, il finanziamento del porto riparo di Portopalo e di altre opere.
Fu favorevole al sistema parlamentare, all'europeismo, all'Alleanza atlantica e all'appoggio del MSI al governo. Partecipò al IV congresso del Movimento Sociale Italiano a Genova. Nel 1963 fu rieletto senatore nella IV Legislatura con 16.804 voti.
Colpito da infarto, morì il 7 aprile 1964 all'età di 58 anni, e gli subentrerà al Senato Giuseppe Maggio.
La figlia Marisa Moltisanti fu anche lei eletta (dal 1983) Senatrice della Repubblica del MSI- DN nella IX-X-XI e nella XII legislatura di Alleanza Nazionale.